# Marianne Tidick

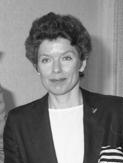

Marianne Tidick (* 1. November 1942 in Hamburg; † 12. Mai 2021 ebenda) war eine deutsche Politikerin (SPD).
Sie war von 1988 bis 1990 Ministerin für Bundesangelegenheiten, von 1990 bis 1993 Bildungsministerin und von 1993 bis 1996 Wissenschaftsministerin des Landes Schleswig-Holstein.

## Ausbildung und Beruf
Nach dem Abitur 1962 absolvierte Marianne Tidick ein Lehramtsstudium der Germanistik und Anglistik, welches sie 1968 mit dem ersten und 1970 mit dem zweiten Staatsexamen für das höhere Lehramt beendete. Danach war sie aber nur kurz als Lehrerin in Hamburg tätig und trat schon 1971 als Referentin in das Bundesministerium für Bildung und Wissenschaft ein. 1976 wechselte sie als Geschäftsführerin zur Stiftung Jugend forscht e. V. und war dann ab 1987 Generalsekretärin der Bund-Länder-Kommission für Bildungsplanung und Forschungsförderung.

## Öffentliche Ämter
Am 31. Mai 1988 wurde sie als Ministerin für Bundesangelegenheiten in die von Ministerpräsident Björn Engholm geführte schleswig-holsteinische Landesregierung berufen. Am 1. Juni 1990 übernahm sie die Leitung des Ministeriums für Bildung, Wissenschaft, Jugend und Kultur. Daneben war sie ab dem 31. Mai 1988 Stellvertreterin des Ministerpräsidenten. Nach der Landtagswahl 1992 wurde sie am 5. Mai 1992 als Ministerin für Bildung, Wissenschaft, Kultur und Sport erneut in die Landesregierung berufen. Nach dem Rücktritt von Björn Engholm und der anschließenden Wahl von Heide Simonis zur Ministerpräsidentin wurde sie am 19. Mai 1993 zur Ministerin für Wissenschaft, Forschung und Kultur ernannt. Nach der Landtagswahl 1996 schied sie am 22. Mai 1996 aus der Regierung aus.

## Persönliches
Marianne Tidick heiratete 1969 Frank Tidick, späterer Chef der Staatskanzlei des Landes Mecklenburg-Vorpommern.
Sie verstarb im Alter von 78 Jahren und wurde halbanonym in der Baumgräberanlage an der Mittelallee auf dem Friedhof Ohlsdorf beigesetzt.